# Eugenio Aguiló
Eugenio Fernando Aguiló Armstrong, es un abogado y emprendedor chileno que desde octubre de 2021 hasta marzo de 2022, se desempeñó como subsecretario General de Gobierno, bajo la segunda administración del presidente Sebastián Piñera. Es fundador de una empresa de inteligencia artificial llamada WOTS.

## Familia y estudios
Es uno de los cuatro hijos del matrimonio compuesto por Juan Eugenio Aguiló González y Elizabeth Armstrong González. En 2016 adoptó el apellido "Aguiló", a modo de honra a su fallecida abuela. Su madre Elizabeth Armstrong fue consejera regional (CORE) de la Región Metropolitana.
Es abogado y cuenta con un magíster en innovación de la Pontificia Universidad Católica (PUC), de Santiago y un máster en Inteligencia Artificial de la Universidad Politécnica de Cataluña. Está casado y tiene una hija.

## Trayectoria pública
Militante del partido político Renovación Nacional (RN), desde su juventud, ha sido electo en diversos cargos. Asimismo se desempeñó como director de la Dirección de Desarrollo Comunitario de la Municipalidad de Maipú.
En 2012 fue electo como concejal por la comuna de Macul en la Región Metropolitana con el 7,4 % de los votos totales. Allí ejerció dirigiendo las comisiones de Social y de Seguridad Ciudadana, entre otras. Simultáneamente también fue asesor legislativo entre 2013 y 2016.
Fue reelecto concejal en las municipales de 2016, cesando en el cargo en junio de 2021 para asumir como jefe de gabinete de la Subsecretaría General de Gobierno.
Previo a su rol como jefe de gabinete, fue Jefe Nacional de Fondos Concursables, y estuvo a cargo de llevar adelante la modernización de los fondos concursables tanto de Organizaciones de Interés Público (FOIP) como de «Medios de Comunicación Social (FMCS)» como asimismo llevar adelante la etapa inicial del proyecto presidencial «Portal Único de Fondos Concursables del Estado». Durante la pandemia del COVID-19, estuvo formalmente a cargo del equipo de logística y del desarrollo de los sistemas tecnológicos para las campañas Alimentos para Chile, las cuales sumaron más de 5.5 millones de cajas de alimentos entregadas a lo largo de las 16 regiones del país durante 2020.
Paralelamente es bombero rescatista (honorario) de la 15.ª Compañía del Cuerpo de Bomberos de Santiago, donde ha ejercido diversos cargos de oficial, ha estado habilitado como instructor de la Academia Nacional de Bomberos y ha sido instructor en materias como Equipos de Intervención Rápida (RIT) con especialización en Estados Unidos.
Es becario del programa IVLP del Departamento de Estados de Estados Unidos.